# Wz.28 (бронеавтомобиль)
Samochód pancerny wz.28 — польский полугусеничный бронеавтомобиль, производившийся между мировыми войнами. Был создан на базе французского бронеавтомобиля Citroën-Kegresse B2 10CV.

## История создания
В 1924 году Польша закупила 135 полугусеничных шасси марки Citroën-Kegresse B2 10CV, после чего было принято решение о доработке 60 шасси до стандарта бронеавтомобиля, этим занялись инженеры Р. Габо и И. Часинский. Бронекорпус автомобиля сильно напоминал французский AMC C23. В начале 1925 года к испытаниям подготовили два первых прототипа, отличавшихся друг от друга. По итогам испытаний в Центральной кавалерийской школе к серийному производству был принят только один из прототипов. К концу 1927 года было изготовлено 20 серийных машин. На вооружение бронеавтомобили были приняты в 1928 году. Машина получила обозначение Wzor 28 (Wz.28), иногда её называли Citroen-Kegress (CK). Более поздние модификации бронеавтомобиля отличались несколько измененной кормовой частью кузова.

## Серийное производство
Пять лет активной эксплуатации показали, что Wz.28 не оправдал ожиданий. Бронеавтомобиль был сложен в эксплуатации и обслуживании, двигатель был капризным, а резиновые гусеницы ненадежны и недолговечны. Высокий центр тяжести машины отрицательно влиял на устойчивость, а максимальная скорость не превышала 35 км/ч.
В 1933 году армейское руководство издало приказ о переделке всех имеющихся СК в обычные броневики с задней осью. Первый образец модифицированного броневика был готов уже в 1934 году и успешно прошел испытания. Новый бронеавтомобиль получил обозначение Wz.34. До 1938 было доработано 87 броневиков. В 1939 году в строю числилось всего три машины Wz.28, использовавшихся в качестве учебных экземпляров в Бресте и Модлине. Последние экземпляры были уничтожены украинскими националистами, когда остатки польской армии пытались прорваться к венгерской границе
Стоимость Wz.34 — около 30.000 zl (злотых) (1929) (Обменный курс в 1930-е годы, вплоть до 1939 года: 1 $ (доллар США) = 5.31 zl, 1 GBP (Британский фунт стерлингов) = 24.84 zl, 1 FRF (французский Франк) = 0.1407 zl, 1 RM (немецкая Рейхсмарка) = 2.1254 zl).

## Боевое применение
Первые две опытных машины были применены в маневрах под Волынью. Бронеавтомобили участвовали в подавлении коммунистического восстания в Малопольской области.

## Технические параметры
- Экипаж: 3 человека
- Боевая масса: 2 300 кг
- Длина: 3,5 м
- Ширина: 1,4 м
- Высота: 2,1 м
- Максимальная скорость: 30-40 км/ч (по разным источникам)[1]
- Запас хода: от 200 до 275 км
- Преодолеваемый угол подъёма: 35 градусов
- Глубина брода: 0,5 м
- Запас топлива: 59 л (42 л главный, 17 л запас)
- Расход топлива: 20-45 л/100 км[1]
- Двигатель: Citroën B-14 (4-цилиндровый)
- Мощность двигателя: 20 л.с.
- Обороты: 2100 об./мин
- Объём двигателя: 1477 куб.см.
- Оружие:
  - Пушка: Puteaux SA 18, калибр 37 мм
  - Пулемёт: Hotchkiss wz.25, калибр 7,92 mm